# Henry Bean
Henry Bean (Filadelfia, 3 agosto 1945) è un regista, sceneggiatore, produttore cinematografico, oltre che attore e scrittore statunitense. È noto soprattutto per aver scritto e diretto The Believer, un film drammatico incentrato sulla figura di Daniel Balint (ispirato a Dan Burros), un ragazzo di religione ebraica ma di ideologia nazista. Bean ha anche dei precedenti penali sconosciuti per i quali è stato incarcerato, su sua ammissione dichiara che spesso è irascibile e questo gli provoca dei problemi.

## Biografia
Henry Bean nasce a Filadelfia nel 1945 da una famiglia ebrea e tradizionalista. Si diploma nella città natale, ma negli anni '80 si trasferisce per debuttare nel mondo del cinema. I suoi primi lavori nel cinema sono ruoli marginali in alcune pellicole, ma successivamente inizia a scrivere sceneggiature e con l'aumentare della fama riesce ad avere i soldi necessari per partecipare ai film anche come produttore.
Il successo arriva con The Believer, suo primo film scritto e diretto, incentrato sull'ebraismo e il nazismo. Il film nasce da un'idea sua e di Mark Jacobson, non è infatti un caso che il protagonista sia ebreo (come lui) e che l'ambientazione e il contesto siano esclusivamente collegati all'ebraismo.

## Filmografia

### Regista
- The Believer (2001)
- Noise (2007)

### Sceneggiatore
- 1988: The Remake (1977)
- Running Brave (1983)
- Golden Eighties (1986)
- Affari sporchi (Internal Affairs) (1990)
- Massima copertura (Deep Cover) (1992)
- Venus Rising (1995)
- The Believer (2001)
- Basic Instinct 2 (2006)
- Noise (2007)

### Produttore
- Massima copertura (Deep Cover) (1992)
- K Street (2003, 10 episodi)
- Noise (2007)

### Attore
- Venus Rising (1995) - Barista
- Un divano a New York (Un divan à New York) (1996) - Stan
- The Believer (2001) - Ilior Manzetti

## Riconoscimenti
Henry Bean ha ottenuto molta fama grazie a The Believer, per il quale ha vinto numerosi premi:
- "Gran premio della Giuria" all'edizione 2001 del Sundance Film Festival;
- "Golden St. George" e "Russian Film Clubs Federation Award" all'edizione 2001 del Moscow International Film Festival;
- "Open Palm" all'edizione 2001 dei Gotham Awards;

Sempre per The Believer è stato candidato a:
- "Migliore regista promessa" all'edizione 2003 del Chicago Film Critics Association Awards;
- "Screen International Award" all'edizione 2001 degli European Film Awards;
- "Migliore sceneggiatura" e "Miglior film" all'edizione 2002 degli Independent Spirit Awards;
- "Cavallo di bronzo" all'edizione 2001 dello Stockholm Film Festival;

Nel 2007 ha vinto un Golden Raspberry Awards alla peggior sceneggiatura per Basic Instinct 2.